# Hans-Peter Feldmann
Pour les articles homonymes, voir Feldmann.
 (juin 2023).
Si vous disposez d'ouvrages ou d'articles de référence ou si vous connaissez des sites web de qualité traitant du thème abordé ici, merci de compléter l'article en donnant les références utiles à sa vérifiabilité et en les liant à la section « Notes et références ».
Hans-Peter Feldmann (né le 17 janvier 1941 à Hilden et mort le 26 mai 2023) est un artiste contemporain allemand.

## Travail
Feldmann était une figure du mouvement de l'art conceptuel et un praticien du livre d'artiste et des formats multiples.
L'approche de Feldmann en matière de création artistique consistait à collecter, ordonner et de re-présenter des instantanés d'amateurs, des reproductions photographiques imprimées, des jouets et des œuvres d'art triviales. Feldmann a reproduit et recontextualisé la lecture que nous en faisons dans des livres, des cartes postales et des livres de poche.
Feldmann a réalisé sa première série de livres entre 1968 et 1971. Ses œuvres du début des années 1970 comprennent 70 instantanés représentant All the Clothes of a Woman et quatre projets Time Series comprenant, par exemple, une rangée de 36 images d'un bateau se déplaçant le long d'une rivière. La série de Feldmann intitulée Photographs Taken From Hotel Room Windows While Traveling (Photographies prises depuis les fenêtres des chambres d'hôtel lors d'un voyage) regroupe 108 clichés non encadrés de bâtiments, de rues et de parkings (comme d'autres projets de Feldmann, cette série rappelle les catalogues photographiques d'Edward Ruscha). 11 Left Shoes présente 11 chaussures empruntées à des employés de la 303 Gallery, alignées sur le sol. Que Sera présente les paroles de la chanson du même nom écrites à la main sur le mur. Bed With Photograph simule une partie d'une chambre d'hôtel avec un lit dormant, une table d'appoint et une photographie encadrée d'une femme en pantalon léopard.
Les essais photographiques de Feldmann pourraient avoir une singularité plus intime sous forme de livre. Son livre Secret Picturebook (1973) est un tome érudit, épais et densément imprimé, qui contient de petites images de torses de femmes en sous-vêtements sexy insérées à intervalles réguliers. C'est l'œuvre qui incarne le mieux la vision de l'artiste.
Il incarne de la manière la plus évidente la relation espiègle de l'artiste avec la haute culture.
Il a exposé ses œuvres dans Le Consortium en 1979 lors d’une exposition monographique.
Un autre livre, 1967-1993 Die Toten, reproduit des images de journaux de toutes les vies perdues à cause de la violence et du terrorisme qui ont imprégné cette période de l'Allemagne contemporaine.
Cette période de l'histoire contemporaine de l'Allemagne a été marquée par la violence et le terrorisme.
La création d'installations soigneusement conçues à partir d'images de tous les jours est ce pour quoi Feldmann est le plus connu. En 2004-2005, le MoMA P.S. 1 a présenté 100 Years, une exposition d'œuvres de Feldmann composée de 101 portraits photographiques de personnes âgées de 8 mois à 100 ans. Et au Centre international de la photographie en 2008, il a rempli une salle avec les premières pages encadrées de 100 journaux - de New York, de Paris, de Dubaï, d'Israël et Sydney, Séoul et d'ailleurs - imprimées le 12 septembre 2001.

## Expositions personnelles
Son œuvre David-2012 est exposée en Italie à Florence, à la sortie du musée où est exposé le vrai David : à la "Galleria dell' académia".

## Publications (sélection)
- Eine Stadt. Essen. Ausst.-Kat. Museum Folkwang, Essen, 1977
- Hans-Peter Feldmann: Telefonbuch. AQ-Verlag, Dudweiler, 1980  (ISBN 3-922441-16-5)
- Hans-Peter Feldmann: Das Museum im Kopf. Ausst.-Kat. Frankfurt, Düsseldorf. Walther König, Köln, 1989  (ISBN 3-88375-117-0)
- Hans-Peter Feldmann: Eine Firma, Siemens. München, 1991
- Hans-Peter Feldmann: Arbeiten. Kunstverein Heinsberg, 1991
- Hans-Peter Feldmann: Kunstgeschichten. Paris, 1992
- Hans-Peter Feldmann: Portrait. Schirmer/Mosel München, 1994
- Hans-Peter Feldmann: Ferien, Secession. Wien, 1994
- Hans-Peter Feldmann: Voyeur 1.Aufl. La Fleche, 1994
- Hans-Peter Feldmann: Voyeur 2.Aufl. König, Köln, 1997
- Hans-Peter Feldmann: Ein Energieunternehmen, EVN. Maria Enzersdorf, 1997
- Hans-Peter Feldmann: Die Toten. Düsseldorf, 1998
- Hans-Peter Feldmann: Bücher. Ausst.-Kat. Neues Museum Weserburg Bremen 1999 (Serie Sammlung der Künstlerbücher Bd. 23)  (ISBN 3-928761-44-7)
- Hans-Peter Feldmann: Alle Kleider einer Frau. Düsseldorf - Toronto, 1999
- Hans-Peter Feldmann, C. Konrad: Die Johanneskirche in Düsseldorf, 1999
- Hans-Peter Feldmann: Graz. Camera Austria, 2000
- Hans-Peter Feldmann: Profil ohne Worte. 2 Magazine, 2000
- Hans-Peter Feldmann: 100 Jahre. Anlässlich der Ausstellung im Museum Folkwang Essen. Schirmer/Mosel, München, 2001  (ISBN 3-88814-975-4)
- Celine Duval, Hans-Peter Feldmann: cahier d’images. 7 Magazine, 2001
- Hans-Peter Feldmann: Bilder / Pictures, 2002
- Helena Tatay: Hans-Peter Feldmann 272 pages, Ausst.-Kat. Centre national de la photographie Paris u.a.  (ISBN 3-9807903-0-4)
- Hans-Peter Feldmann: Vistas desde habitaciones de hotel. Barcelona, 2003
- Hans-Peter Feldmann: 1941. Düsseldorf, 2003
- Hans-Peter Feldmann: Babel ‘About Beauty’. Berlin, 2004
- Hans-Peter Feldmann: Das kleine Mövenbuch. Walther König, Köln, 2004
- Hans-Peter Feldmann: Abstrakte Kunst. Salon Verlag, 2004
- Hans-Peter Feldmann: Frauen im Gefängnis. Walther König, Köln, 2005
- Hans-Peter Feldmann: Paris. Salon Verlag, 2005
- Hans-Peter Feldmann: Liebe/Love. Walther König, Köln, 2006
- Hans-Peter Feldmann: Die beunruhigenden Musen. Hans-Peter Feldmann in der Antikensammlung der Kunsthalle zu Kiel. Ausst.-Kat. Kunsthalle Kiel, Schleswig-Holsteinischer Kunstverein, Kiel. Walther König, Köln, 2006  (ISBN 3-86560-080-8)
- Hans-Peter Feldmann: Birgit. Contemporary Art Gallery, Vancouver, 2006
- Hans-Peter Feldmann: Blau. Walther König, Köln, 2006
- Hans-Peter Feldmann: Zeitungsphotos. Walther König, Köln, 2006
- Hans-Peter Feldmann: Foto. Galerie Langhans, Praha, 2006
- Hans-Peter Feldmann: Voyeur 3.Aufl.. König, Köln, 2006
- Hans-Peter Feldmann: Buch / Book # 9. Sprengel Museum Hannover, 2007
- Hans-Peter Feldmann: Smoke. Walther König, Köln, 2007
- Hans-Peter Feldmann: Album. Walther König, Köln, 2008
- Hans-Peter Feldmann: Voyeur 4.Auflage. Walther König, Köln, 2009
- Hans-Peter Feldmann: Interview zusammen mit Hans Ulrich Obrist. Walther König, Köln, 2009
- Hans-Peter Feldmann: "FRAUEN". MÖREL Books, London, 2020  (ISBN 978-1907071799)